# Югендштиль (группа)
«Югендштиль» — советская и российская рок-группа из Санкт-Петербурга. Представитель «поколения TaMtAm’а» — альтернативной питерской сцены первой половины 1990-х годов. Основатель и бессменный лидер — Герман Подстаницкий. Музыкальные направления — постпанк, альтернативный рок и готик-рок.

## История
Музыкальный коллектив под названием «Югендштиль» возник в Ленинграде в середине 1990 года, когда к двум друзьям — бас-гитаристу Герману Подстаницкому и гитаристу Андрею Градовичу присоединился барабанщик Виталий Сокульский. Название для группы предложил искусствовед и рок-критик Алексей Курбановский, знакомый с музыкантами. Осенью «Югендштиль» вступает в Ленинградский рок-клуб. В 1991 году группа начинает концертную деятельность в родном городе, а демо-записи попадают в эфир первых советских рок-радиостанций («Радио Балтика», «Радио SNC»).
В марте 1992 года «Югендштиль» выступает на фестивале независимой музыки «Индюшата» в Орехово-Зуево. Помимо выступлений на санкт-петербургских андеграундных площадках (TaMtAm, Indie), начинаются выезды с концертами в другие города. Однако концертная деятельность не отличается стабильностью. Тем не менее, в 1994 году «Югендштиль» совершает гастрольный тур по Германии.
В сентябре 1993 года группа ненадолго преобразовывалась в квартет: на бас-гитаре играл Владимир Пыхонин, а Подстадницкий переходил на вторую гитару. Однако данный состав оказался недолговечным.
В 1996 году основатель «Тамтама» Всеволод Гаккель приглашает группу записать полноценный студийный альбом. Запись проходила в феврале на Петербургской студии грамзаписи. Звукорежиссёрами стали Андрей Алякринский и Александр Докшин при участии бессменного звукооператора и директора группы Александра «Папика» Канаева. Релиз альбома, получившего название «Никто Никому Ничего», был осуществлён лейблом «Курицца Records».
Вскоре после записи в группе произошёл конфликт на финансовой почве, в результате чего Сокульский покинул коллектив и его сменил Александр «Дик» Браун. «Югендштиль» продолжал выступать, однако концерты происходили всё реже, и в январе 1998 года группа распалась. Только в 2003 году произошло разовое возрождение коллектива, выступившего 3 апреля в клубе «Молоко». Компанию Подстаницкому и Градовичу составил барабанщик Игорь Мосин.
Основатель группы Герман Подстаницкий ушёл из жизни 23 марта 2017 года на 51-м году жизни.

## Стиль
Музыка «Югендштиля» была выдержана в новаторском для тех лет инди-роковом ключе и носила экспрессионистский характер. Вокал Подстаницкого отличался драматизмом, а партии бас-гитары — специфической «взрывной» манерой. Гитарным риффам Градовича были свойственны общий лаконизм и обилие резких стаккато, а барабанщик Сокульский предпочитал напористую маршеобразную ритмику. Тексты зачастую выдерживались в сюрреалистическом ключе. Их авторами были как Подстаницкий, так и его друг Сергей Шувалов, не входивший непосредственно в состав группы.
Российский рок-журналист Андрей Бурлака относит музыку группы к готик-року.
Значительное место в творчестве «Югендштиля» отводилось немецкой тематике. Именно интересом к ней Подстаницкий объяснял выбор названия:

Это навеяно какими-то мелочами… зовут меня Герман, в армии я служил в Германии, а моя любимая группа — BAUHAUS.— Из книги «Рок-энциклопедия. Популярная музыка в Ленинграде — Петербурге. 1965—2005. Том 3»
«Югендштиль» считается одной из ключевых фигур «поколения TaMtAm’а» — санкт-петербургской музыкальной альтернативной сцены первой половины 1990-х годов.

## Состав
| - Герман Подстаницкий — вокал, бас-гитара - Андрей Градович — гитара - Виталий Сокульский — барабаны | - Владимир Пыхонин — бас-гитара (1993) - Александр Браун — барабаны (1996—1998) - Игорь Мосин — барабаны (2003) |

## Дискография
Официально был издан всего один альбом:
- 1996 — Никто Никому Ничего

Кроме этого, с 1991 по 1995 годы увидели свет несколько демо-альбомов:
- 1991 — Бавария Beer
- 1992 — Anna und Marta baden
- 1993 — Hande Hoсh!
- 1995 — Югендштиль